# 奧卡切韋
51°48′22″N 24°44′54″E / 51.80611°N 24.74833°E
奧卡切韋（烏克蘭語：Окачеве），是烏克蘭的村落，位於該國西部沃倫州，由科韋利區負責管轄，面積0.86平方公里，海拔高度147米，2001年人口207，人口密度每平方公里239.58人。